# (89956) Leibacher
(89956) Leibacher est un astéroïde de la ceinture principale.

## Description
(89956) Leibacher est un astéroïde de la ceinture principale. Il fut découvert le 6 juin 2002 à Fountain Hills (Arizona) par Charles W. Juels et Paulo R. Holvorcem. Il présente une orbite caractérisée par un demi-grand axe de 3,17 UA, une excentricité de 0,19 et une inclinaison de 19,3° par rapport à l'écliptique.

## Compléments